# Unió Republicana de Joves de Belarús
La Unió Republicana Juvenil de Belarús (URJB) (en belarús: Беларускі рэспубліканскі саюз моладзі), (en rus: Белорусский республиканский союз молодежи), és una organització juvenil belarussa.

## Introducció
La URJB és l'organització juvenil més gran de Belarús, i té el suport del govern belarús. La URJB és considerada la successora legal de la Unió Juvenil Comunista Leninista de Belarús (la branca del Komsomol a la República Socialista Soviètica de Belarús), el Front Patriòtic Juvenil Belarús va ser creat el 1997 pel President de Belarús Aleksandr Lukaixenko.

## Història
L'organització va ser creada després de la unió d'altres grups juvenils a l'any 2002, l'organització és la successora de la Lliga Juvenil Comunista de la República Socialista Soviètica de Belarús. La URJB va ser creada el 6 de setembre de l'any 2002, després de la fusió de dues organitzacions juvenils belarusses: la Unió Juvenil Belarussa i el Front Patriòtic Juvenil Belarús. El president Aleksandr Lukaixenko no només va emetre un decret proclamant la creació de la URJB, també va emetre diversos decrets que oferien el suport del govern belarús a la nova organització, principalment mitjançant els ministeris d'educació i presidència. El president Lukaixenko va declarar en un discurs l'any 2003 dirigit a la nació, que era necessari que la URJB jugués un paper clau en el desenvolupament de la societat belarussa.
| «                                            | La joventut és el nostre principal recurs, està en el centre dels nostres plans i objectius. Tot just hem fet servir el seu poderós potencial. Sovint ignorem les iniciatives dels joves. Molts funcionaris del govern eviten el contacte directe amb els joves, temen les preguntes difícils. Són incapaços d'involucrar els joves en activitats públiques útils, però, hem de treballar en aquesta direcció, això ens ajudarà a evitar una sèrie de fenòmens negatius a l'entorn juvenil. La situació actual exigeix un paper més gran de la Unió Republicana de Joves de Belarús. L'organització ha de mostrar la seva capacitat per liderar el moviment juvenil nacional belarús. | » |
| — Alexandr Lukaixenko. President de Belarús. | |   |

## Objectius

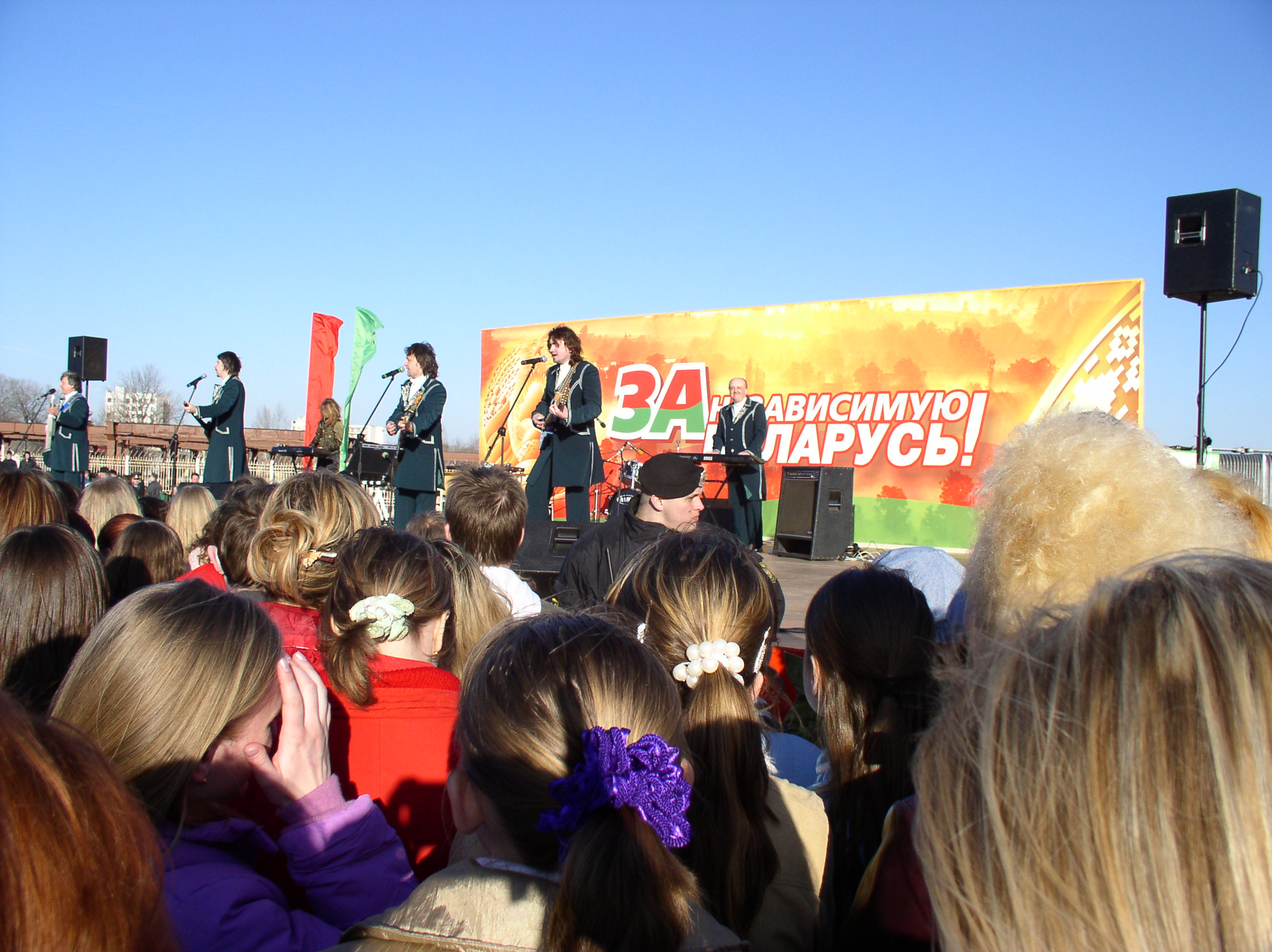
Conciert per la independència de Belarús, any 2007.

Els seus objectius són promoure el patriotisme i inspirar uns valors morals entre el jovent belarús, mitjançant activitats com ara: campaments, esdeveniments esportius, visites a monuments i memorials.

## Criticisme
Algunes persones han acusat a l'organització d'emprar mètodes de coacció i promeses buides per reclutar nous membres i fer-los servir com a propaganda a favor del govern del president Alexander Lukaixenko.

## Caserna general
La caserna general i la seu central de l'organització es troba a la ciutat de Minsk, la capital nacional de Belarús. Cada óblast de Belarús: Minsk, Brest, Vítsiebsk, Hòmiel, Hrodna i Mahiliou, té la seva pròpia secció de la URJB. La URJB té unes 6.803 seccions locals a Belarús. L'organització nacional és dirigida pel primer secretari general del comitè central. Leonid Kovalev va ser escollit primer secretari l'any 2006. La majoria dels fons de la URJB són lliurats pel govern nacional belarús.

## Símbols
L'organització té dos símbols oficials: un emblema i una bandera. L'emblema està basat en la insígnia del Komsomol soviètic, i en la bandera nacional de Belarús. L'emblema té una barra vermella amb les inicials daurades de la URJB escrites en alfabet ciríl·lic, sobre una barra verda en la qual es mostra una branca d'olivera daurada. La bandera de la URJB té els mateixos elements que l'emblema, però en el revers apareix el nom de l'organització escrit en lletres daurades i en rus, en la secció de color vermell, a sobre d'una altra secció de color verd.

## Pertinença
Per unir-se a la URJB, el sol·licitant ha de tenir una edat entre 14 i 31 anys, i ha d'enviar el seu retrat a l'organització, si el sol·licitant té entre 14 i 16 anys, necessita el permís escrit d'un familiar proper, o bé d'un tutor legal. Un recompte de l'any 2003 va mostrar que la URJB tenia prop de 120.000 membres. Cada membre ha d'abonar la suma de tres rubles belarussos per poder ser membre de l'organització. La suma total de l'import s'ajusta als ingressos econòmics de la persona i el seu nivell de vida, la pertinença a l'organització està garantida per als nens orfes, i per a les persones amb diferents capacitats.

## Activitats
L'any 2007, va ser celebrat un concert a favor de la independència de Belarús, el concert va ser organitzat per la URJB. La major part de les activitats que porta a terme l'organització, són semblants a les realitzades per l'antic Komsomol soviètic. Les principals activitats de la URJB inclouen la promoció del patriotisme belarús, això s'aconsegueix mitjançant la participació a les cerimònies i els homenatges celebrats a diversos monuments memorials repartits per tot el país. Els membres de la URJB lliuren flors als veterans de la Gran Guerra Pàtria, (la Segona Guerra Mundial), per honrar el seu servei militar durant la festivitat nacional del Dia de la Victòria, el dia 9 de maig. Tant les visites als memorials com les flors lliurades als veterans per part de l'organització, recorden als seus membres els sacrificis que van fer els seus avantpassats. L'organització participa en activitats i esports a l'aire lliure, com futbol, carreres, natació i hoquei. Alguns d'aquests esdeveniments esportius involucren a diferents grups de l'interior de Belarús o de països veïns, com Rússia, Ucraïna o Letònia. Els membres de l'organització participen en competicions amb altres grups estrangers. La URJB organitza esdeveniments socials i concerts per als joves de Belarús. La Unió Republicana Juvenil, va ser un dels principals organitzadors del concurs Miss Belarús 2004, un concurs de bellesa en la mateixa línia que Miss Amèrica i Miss Univers. La URJB organitza brigades de construcció d'estudiants, una pràctica que va començar a l'antiga Unió Soviètica.